# Cornelius Centurionul
Cornelius (în greacă Κορνήλιος; în latină  Cornelius) a fost un centurion roman care este considerat de către creștini ca fiind primul dintre neamuri la convertit la credință⁠(<span title="Convertirea la creștinism|convertit la credință la Wikidata">d), așa cum este relatat în Faptele Apostolilor (vezi eunucul etiopian⁠(d) pentru tradiția concurentă). Botezul lui Cornelius este un eveniment important în istoria bisericii creștine timpurii.

## Relatare biblică
Corneliu a fost centurion în Cohors II Italica Civium Romanorum⁠(d), menționată ca Cohors Italica în Vulgate. El a fost staționat în Caesarea, capitala provinciei romane Iudeea.  El este descris în Noul Testament ca un om care se teme de Dumnezeu, care s-a rugat întotdeauna și a fost plin de fapte bune și fapte de pomană. Corneliu primește o viziune în care un înger al lui Dumnezeu care îi spune că rugăciunile sale au fost auzite; el înțelege că a fost ales pentru o alternativă mai înaltă. Apoi, îngerul îl instruiește pe Corneliu să-i trimită pe oamenii casei sale la Iopea, unde îl vor găsi pe Sfântul Petru, care locuiește cu un tăbăcar pe nume Simon⁠(<span title="Simon Tăbăcarul (Noul Testament)|tăbăcar pe nume Simon la Wikidata">d) (Faptele apostolilor 10:5ff).
Convertirea lui Cornelius vine după viziunea lui Petru despre o foaie cu animale dată lui Simon Petru însuși (Faptele apostolilor 10:10-16). În viziune, Simon Petru vede tot felul de fiare și păsări coborâte din Cer într-o foaie. O voce îi poruncește lui Simon Petru să mănânce. Când se opune să mănânce acele animale care sunt necurat conform Legii mozaice, glasul îi spune să nu numească necurat ceea ce Dumnezeu a curățit.
Când oamenii lui Corneliu sosesc, Simon Petru înțelege că prin această viziune Domnul i-a poruncit apostolului să predice Cuvântul lui Dumnezeu neamurilor. Petru îi însoțește pe oamenii lui Corneliu înapoi în Cezareea.  Când Corneliu îl întâlnește pe Simon Petru, el cade la picioarele lui Petru. Simon Petru ridică sutașul, iar cei doi bărbați își împărtășesc viziunile. Simon Petru spune despre slujirea lui Isus și Înviere; Duhul Sfânt coboară asupra tuturor la adunare. [[Evrei]i din grup sunt uimiți că Corneliu și alți necircumcișii⁠(<span title="Controversa dintre circumcizie în creștinismul timpuriu|necircumcișii la Wikidata">d) ar trebui să înceapă să vorbească în alte limbi, lăudând pe Dumnezeu. După aceea, Simon Petru poruncește ca Corneliu și discipolii săi, „rude și prieteni apropiați”, să fie botezați.
Aspectul controversat al convertirii dintre neamuri este preluat mai târziu la Sinodul Ierusalimului⁠(d) (Faptele apostolilor 15).

## Tradiții
Anumite tradiții îl consideră pe Corneliu ca devenind fie primul episcop al Cezareei, fie episcopul Scepsis⁠(d) din Misia.